# Arturo Labriola

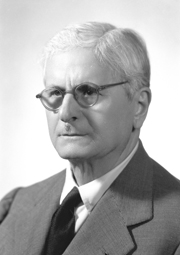
Arturo Labriola

Arturo Labriola, född 21 januari 1873 i Neapel, död 23 juni 1959, var en italiensk politiker.
Labriola redigerade den revolutionära tidningen I'Avanguardia i Milano, måste fly till Frankrike och utgav efter återkomsten tidningen Propaganda i Neapel och valdes till riksdagsman. Labriola krävde arbetarkontroll över produktionen och en omfattande sociallagstiftning men var samtidigt inte främmande för nationalism och militäraism. Labriola var en tid före fascisternas maktövertagande socialminiter. Han har bland annat skrivit Economia, socialismo, sindacalismo (1913).